# The Amplifetes
The Amplifetes är en svensk elektronisk musikgrupp som bildades 2008 av Peter Ågren, Henrik Korpi, Henrik Jonback och Tommy Spaanheden. Samtliga medlemmar var erfarna musiker, musikproducenter och låtskrivare till andra artister innan bandet bildades.

## Historia
The Amplifetes första singel It's My Life kom med i en kampanj för modedesignern Roberto Cavalli med Milla Jovovich. I september 2010 släpptes debutalbumet The Amplifetes, som nominerades till Nordic Music Prize Top Album 2010. Albumet efterföljdes av flera konsertspelningar i Europa, med flest spelningar i Frankrike och Schweiz, där bandet blev mest framgångsrikt, men även på festivalen Iceland Airwaves i Reykjavík  2010, och på Peace & Love festivalen 30 juni 2011.
Bandets självbetitlade debutalbum var påtagligt elektronisk och växte fram genom att medlemmarna arbetade i sina respektive studios och skickade filer fram och tillbaka till varandra. På uppföljaren jobbade de mer traditionellt. Medlemmarna åkte till Värmland i åtta dagar, i en liten stuga med analoga synthesizers och skrev låtar ihop. I februari 2013 släpptes uppföljaren Where Is The Light. Albumet hade spelats in på ett analogt mixerbord som fanns i Fashionpolice-studion i Stockholm, som tidigare använts när Pink Floyd spelade in Animals och på inspelningar med Joy Division och Kate Bush. Omslaget till albumet gjordes av Storm Thorgerson.
Efter tio års tystnad från bandet, släpptes 29 september 2023 singeln Spin it.

## Medlemmar
- Peter Ågren – sång, gitarr, programmering
- Tommy Spaanheden – synthesizer, programmering, sequencer
- Henrik Korpi – elektroniska trummor, programmering
- Henrik Jonback – synthesizer, bas, gitarr, programmering, sequencer

## Diskografi
Studioalbum
- 2010 – The Amplifetes
- 2013 – Where Is The Light

Singlar
- 2008 – It's My Life
- 2009 – Whizz Kid
- 2010 – Somebody New
- 2011 – Blinded By The Moonlight
- 2012 – Where Is The Light
- 2012 – You/Me/Evolution
- 2013 – You Want It
- 2023 – Spin It
- 2025 – Idiots